# Vítězslav Vobořil
Vítězslav Vobořil est un coureur cycliste tchécoslovaque des années 1980. Spécialiste des disciplines de vitesse sur piste, il est notamment double champion du monde de tandem en 1985 et 1986.

## Palmarès sur piste

### Championnats du monde
- Bassano 1985
  -  Champion du monde de tandem (avec Roman Rehounek)
- Colorado Springs 1986
  -  Champion du monde de tandem (avec Roman Rehounek)
- Vienne 1987
  -  Médaillé de bronze du tandem (avec Lubomir Hargas)